# Басалт (Айдахо)
Басалт (на английски: Basalt, звуков файл и буквени символи за произношение ) е град в окръг Бингам, щата Айдахо, САЩ. Басалт е с население от 419 жители (2000) и обща площ от 0,7 km². Намира се на 1399 m надморска височина. ЗИП кодът му е 83218, а телефонният му код е 208.